# Seppe Smits
Seppe Smits (ur. 13 lipca 1991 w Westmalle) – belgijski snowboardzista, wielokrotny medalista mistrzostw świata oraz dwukrotny zdobywca Małej Kryształowej Kuli Pucharu Świata.

## Kariera
Po raz pierwszy na arenie międzynarodowej pojawił się 28 kwietnia 2006 roku w Zermatt, gdzie zajął 27. miejsce w half-pipie podczas mistrzostw Szwajcarii. W 2009 roku wystartował na mistrzostwach świata juniorów w Nagano, gdzie był dziesiąty w tej konkurencji. Podczas rozgrywanych rok później mistrzostw świata juniorów w Cardronie zdobył srebrny medal w big air i brązowy w slopestyle’u. W zawodach Pucharu Świata zadebiutował 7 października 2007 roku w Rotterdamie, zajmując 39. miejsce w Big air. Pierwsze pucharowe punkty wywalczył 2 listopada 2007 roku w Saas-Fee, zajmując 30. miejsce w halfpipie. Na podium zawodów tego cyklu po raz pierwszy stanął nieco ponad rok później, 22 listopada 2008 roku w Sztokholmie, kończąc Big air na trzeciej pozycji. Wyprzedzili go tylko Janne Korpi z Finlandii i Szwed Chris Sörman. Najlepsze wyniki osiągnął w sezonach 2012/2013 i 2014/2015, kiedy to zdobywał Małą Kryształową Kulę w klasyfikacji big air. Ponadto w sezonie 2016/2017 zajął trzecie miejsce w klasyfikacji AFU i w klasyfikacji big air.
W 2009 roku zdobył srebrny medal w Big air podczas mistrzostw świata w Gangwon, przegrywając tylko z Finem Markku Koskim. Wynik ten powtórzył na rozgrywanych dwa lata później mistrzostwach świata w La Molinie, a na mistrzostwach świata w Stoneham w 2013 roku był trzeci. Ponadto zdobywał złote medale w slopestyle’u podczas MŚ w La Molinie i mistrzostw świata w Sierra Nevada w 2017 roku. W 2014 roku brał udział w igrzyskach olimpijskich w Soczi, gdzie uplasował się na 13. miejscu w slopestyle’u.

## Osiągnięcia

### Igrzyska olimpijskie
| Miejsce | Dzień     | Rok  | Miejscowość | Konkurencja | Zwycięzca         |
| ------- | --------- | ---- | ----------- | ----------- | ----------------- |
| 13.     | 8 lutego  | 2014 | Soczi       | Slopestyle  | Sage Kotsenburg   |
| 10.     | 11 lutego | 2018 | Pjongczang  | Slopestyle  | Redmond Gerard    |
| 29.     | 24 lutego | 2018 | Pjongczang  | Big air     | Sebastien Toutant |

### Mistrzostwa świata
| Miejsce | Dzień       | Rok  | Miejscowość   | Konkurencja | Zwycięzca        |
| ------- | ----------- | ---- | ------------- | ----------- | ---------------- |
| 22.     | 23 stycznia | 2009 | Gangwon       | Half-pipe   | Ryō Aono         |
| 2.      | 24 stycznia | 2009 | Gangwon       | Big air     | Markku Koski     |
| 2.      | 15 stycznia | 2011 | La Molina     | Big air     | Petja Piiroinen  |
| 26.     | 20 stycznia | 2011 | La Molina     | Half-pipe   | Nathan Johnstone |
| 1.      | 22 stycznia | 2011 | La Molina     | Slopestyle  | -                |
| 31.     | 18 stycznia | 2013 | Stoneham      | Slopestyle  | Roope Tonteri    |
| 3.      | 20 stycznia | 2013 | Stoneham      | Big air     | Roope Tonteri    |
| 1.      | 11 marca    | 2017 | Sierra Nevada | Slopestyle  | -                |
| 50.     | 17 marca    | 2017 | Sierra Nevada | Big air     | Ståle Sandbech   |
| 12.     | 9 lutego    | 2019 | Park City     | Slopestyle  | Chris Corning    |

### Puchar Świata

#### Miejsca w klasyfikacji generalnej
- sezon 2007/2008: 98.
- sezon 2008/2009: 57.
- sezon 2009/2010: 60.
  - AFU[2]
- sezon 2010/2011: 18.
- sezon 2011/2012: 22.
- sezon 2012/2013: 8.
- sezon 2013/2014: 36.
- sezon 2014/2015: 15.
- sezon 2015/2016: 8.
- sezon 2016/2017: 3.
- sezon 2017/2018: 59.
- sezon 2018/2019: 24.

#### Zwycięstwa w zawodach
1. Antwerpia – 10 listopada 2012 (Big air)
2. Stambuł – 20 grudnia 2014 (Big air)
3. Seiser Alm – 27 stycznia 2017 (Slopestyle)
4. Québec – 16 marca 2019 (Big air)

#### Pozostałe miejsca na podium
1. Sztokholm – 22 listopada 2008 (Big air) – 3. miejsce
2. Stoneham – 21 lutego 2009 (Big air) – 3. miejsce
3. Londyn – 30 października 2010 (Big air) – 3. miejsce
4. Calgary – 30 stycznia 2010 (Slopestyle) – 2. miejsce
5. Londyn – 29 października 2011 (Big air) – 2. miejsce
6. Pjongczang – 21 lutego 2016 (Slopestyle) – 2. miejsce
7. Mediolan – 12 listopada 2016 (Big air) – 2. miejsce